# Puchar Niemiec w piłce siatkowej mężczyzn (2024/2025)
Puchar Niemiec w piłce siatkowej mężczyzn 2024/2025 (właściwie Puchar DVV mężczyzn 2024/2025, niem. DVV-Pokal der Männer 2024/2025) – 53. edycja rozgrywek o siatkarski Puchar Niemiec zorganizowana przez stowarzyszenie Volleyball Bundesliga we współpracy z Niemieckim Związkiem Piłki Siatkowej (niem. Deutsche Volleyball-Verband, DVV). Rozpoczęła się 26 października 2024 roku.
W Pucharze Niemiec uczestniczyły kluby grające w 1. Bundeslidze oraz zdobywcy pucharów regionalnych. Rozgrywki składały się z rundy kwalifikacyjnej, 1/8 finału, ćwierćfinałów, półfinałów oraz finału. We wszystkich rundach rywalizacja toczyła się w systemie pucharowym.
Finał odbył się 2 marca 2025 roku w SAP Arenie w Mannheimie. Mannheim dziesiąty raz z rzędu był gospodarzem finału pucharu. Po raz ósmy, jednocześnie trzeci raz z rzędu, Puchar Niemiec zdobył Berlin Recycling Volleys, który w finale pokonał SWD powervolleys Düren. Najlepszym zawodnikiem finału został wybrany Amerykanin Jake Hanes.

## System rozgrywek
Puchar Niemiec w sezonie 2024/2025 składał się z rundy kwalifikacyjnej, 1/8 finału, ćwierćfinałów, półfinałów i finału. We wszystkich rundach rywalizacja toczyła się w systemie pucharowym, a o awansie decydowało jedno spotkanie.
Pary meczowe w poszczególnych rundach wyłonione zostały w drodze losowania. Losowanie par 1/8 finału odbyło się 13 czerwca, ćwierćfinałów – 10 listopada, natomiast półfinałów – 24 listopada.
W 1/8 finału w pierwszej kolejności do drużyn, które awansowały z rundy kwalifikacyjnej, dolosowywane były zespoły grające w 1. Bundeslidze. We wszystkich rundach gospodarzami meczów w parze były zespoły z niższej klasy rozgrywkowej lub te, które wylosowano jako pierwsze.

## Drużyny uczestniczące
W Pucharze Niemiec w sezonie 2024/2025 uczestniczyło 20 drużyn: wszystkie grające w 1. Bundeslidze, z wyjątkiem młodzieżowego zespołu VCO Berlin, oraz zwycięzcy pucharów regionalnych.
| 1. Bundesliga (12 drużyn)    | 1. Bundesliga (12 drużyn) |
| ---------------------------- | ------------------------- |
| ASV Dachau                   | 1/8 finału                |
| Baden Volleys SSC Karlsruhe  | ćwierćfinał               |
| Berlin Recycling Volleys     | zwycięstwo                |
| Energiequelle Netzhoppers KW | 1/8 finału                |
| FT 1844 Freiburg             | ćwierćfinał               |
| Helios Grizzlys Giesen       | półfinał                  |
| SVG Lüneburg                 | ćwierćfinał               |
| SWD powervolleys Düren       | finał                     |
| TSV Haching München          | półfinał                  |
| VC Bitterfeld-Wolfen         | 1/8 finału                |
| VfB Friedrichshafen          | ćwierćfinał               |
| WWK Volleys Herrsching       | 1/8 finału                |

| 2. Bundesliga (7 drużyn)          | 2. Bundesliga (7 drużyn) | 2. Bundesliga (7 drużyn) |
| --------------------------------- | ------------------------ | ------------------------ |
| Zdobywca Pucharu Regionu Nord     | SV Warnemünde            | 1/8 finału               |
| Zdobywca Pucharu Regionu Nordwest | TSV Giesen Grizzlys II   | runda kwalifikacyjna     |
| Zdobywca Pucharu Regionu Ost      | L.E. Volleys             | 1/8 finału               |
| Zdobywca Pucharu Regionu Süd      | TV Rottenburg            | runda kwalifikacyjna     |
| Zdobywca Pucharu Regionu Südost   | SV Schwaig               | runda kwalifikacyjna     |
| Zdobywca Pucharu Regionu Südwest  | TuS Kriftel              | 1/8 finału               |
| Zdobywca Pucharu Regionu West     | TuS Mondorf              | 1/8 finału               |
| 3. Liga Nord (1 drużyna)          |                          |                          |
| Zdobywca Pucharu Regionu Nordost  | SV Lindow Gransee        | wycofał się              |

## Rozgrywki
Godziny do 27 października 2024 roku podane są według strefy czasowej UTC+2, a od 27 października 2024 roku – według strefy czasowej UTC+1.

### Runda kwalifikacyjna
| 26 października 2024 | TSV Giesen Grizzlys II | 0:3                   | SV Warnemünde |                                                                                     |
| 20:00 Źródło:        |                        | (21:25, 29:31, 23:25) |               | Sport- und Mehrzweckhalle, Giesen Widzów: 100 Sędzia: Steffen Matern i Marko Schulz |

|         | TuS Mondorf | 3:0 (wo.)          | SV Lindow Gransee |  |
| Źródło: |             | (25:0, 25:0, 25:0) |                   |  |

| 27 października 2024 | TuS Kriftel | 3:1                          | TV Rottenburg |                                                                               |
| 16:00 Źródło:        |             | (25:20, 25:21, 18:25, 25:20) |               | Weingartenschule, Kriftel Widzów: 124 Sędzia: Samuel Schoele i Jennifer Hesse |

| 27 października 2024 | L.E. Volleys | 3:2                                 | SV Schwaig |                                                                                      |
| 17:00 Źródło:        |              | (28:26, 25:20, 16:25, 12:25, 15:11) |            | Sporthalle Leplaystraße, Lipsk Widzów: 199 Sędzia: Marlen Albrecht i Alexander Dames |

### 1/8 finału
| 10 listopada 2024 | SV Warnemünde | 1:3                          | VfB Friedrichshafen |                                                                                            |
| 16:00 Źródło:     |               | (21:25, 22:25, 26:24, 15:25) |                     | OSPA-Arena, Rostock Widzów: 600 Sędzia: Gunnar Seiler i Stefan Gierke MVP: Simon Uhrenholt |

| 10 listopada 2024 | TuS Mondorf | 0:3                   | FT 1844 Freiburg |                                                                                             |
| 17:00 Źródło:     |             | (24:26, 22:25, 19:25) |                  | Hardtberghalle, Bonn Widzów: 637 Sędzia: Gregor Bösenberg i Sabine Witte MVP: Kevin Kobrine |

| 9 listopada 2024 | TuS Kriftel | 0:3                   | SVG Lüneburg |                                                                                            |
| 20:00 Źródło:    |             | (17:25, 12:25, 22:25) |              | Weingartenschule, Kriftel Widzów: 600 Sędzia: Anja Dahl i Peter Vari MVP: Joscha Kunstmann |

| 9 listopada 2024 | L.E. Volleys | 0:3                   | SWD powervolleys Düren | |
| 19:30 Źródło:    |              | (14:25, 16:25, 19:25) |                        | Sporthalle Brüderstraße, Lipsk Widzów: 823 Sędzia: Daniel Nahhas i Tobias Markfeld MVP: Robin Baghdady |

| 6 listopada 2024 | Berlin Recycling Volleys | 3:0                   | WWK Volleys Herrsching |                                                                                                   |
| 19:00 Źródło:    |                          | (25:20, 25:13, 25:16) |                        | Max-Schmeling-Halle, Berlin Widzów: 3523 Sędzia: Tobias Markfeld i Henning Schaum MVP: Jake Hanes |

| 9 listopada 2024 | ASV Dachau | 1:3                          | Helios Grizzlys Giesen |                                                                                                   |
| 20:00 Źródło:    |            | (19:25, 25:16, 20:25, 19:25) |                        | Georg-Scherer-Halle, Dachau Widzów: 100 Sędzia: Mirco Till i Mahmoud Alburdeini MVP: Hauke Wagner |

| 9 listopada 2024 | Baden Volleys SSC Karlsruhe | 3:2                                 | Energiequelle Netzhoppers KW | |
| 19:00 Źródło:    |                             | (25:23, 19:25, 21:25, 25:21, 15:10) |                              | Lina-Radke-Halle, Karlsruhe Widzów: 524 Sędzia: Benedikt Geukes i Gregor Bösenberg MVP: Bastian Korreck |

| 10 listopada 2024 | TSV Haching München | 3:0                   | VC Bitterfeld-Wolfen | |
| 16:00 Źródło:     |                     | (25:21, 25:23, 25:22) |                      | Geothermie Arena, Unterhaching Widzów: 300 Sędzia: Mahmoud Alburdeini i Stefan Knebel MVP: Sebastian Rösler |

### Ćwierćfinały
| 23 listopada 2024 | Helios Grizzlys Giesen | 3:0                   | FT 1844 Freiburg |                                                                                                 |
| 19:00 Źródło:     |                        | (25:19, 25:21, 25:14) |                  | Volksbank-Arena, Hildesheim Widzów: 1255 Sędzia: Stefan Gierke i Marko Schulz MVP: Hauke Wagner |

| 24 listopada 2024 | Baden Volleys SSC Karlsruhe | 0:3                   | SWD powervolleys Düren | |
| 17:00 Źródło:     |                             | (17:25, 22:25, 17:25) |                        | Lina-Radke-Halle, Karlsruhe Widzów: 829 Sędzia: Jörg Kellenberger i Benedikt Geukes MVP: Shohei Nose |

| 23 listopada 2024 | Berlin Recycling Volleys | 3:1                          | SVG Lüneburg | |
| 18:00 Źródło:     |                          | (21:25, 25:19, 25:21, 25:22) |              | Max-Schmeling-Halle, Berlin Widzów: 4150 Sędzia: Tobias Markfeld i Axel Borchwaldt MVP: Moritz Reichert |

| 24 listopada 2024 | TSV Haching München | 3:1                          | VfB Friedrichshafen | |
| 16:00 Źródło:     |                     | (25:22, 25:23, 15:25, 25:23) |                     | Geothermie Arena, Unterhaching Widzów: 458 Sędzia: Joachim Mattner i Tobias Kilger MVP: Alginon Lewis-Fregeau |

### Półfinały
| 11 grudnia 2024 | SWD powervolleys Düren | 3:1                          | Helios Grizzlys Giesen |                                                                                            |
| 19:30 Źródło:   |                        | (20:25, 25:18, 25:21, 25:20) |                        | Arena Kreis, Düren Widzów: 1993 Sędzia: Jennifer Hesse i Nils Weickert MVP: Matthew Neaves |

| 11 grudnia 2024 | TSV Haching München | 0:3                   | Berlin Recycling Volleys | |
| 19:00 Źródło:   |                     | (16:25, 14:25, 20:25) |                          | Geothermie Arena, Unterhaching Widzów: 884 Sędzia: Jörg Kellenberger i Mats Stoyhe MVP: Jake Hanes |

### Finał
| 2 marca 2025 16:45 Źródło: | SWD powervolleys Düren | 2:3 (23:25, 25:22, 27:25, 19:25, 5:15) | Berlin Recycling Volleys | SAP Arena, Mannheim Widzów: 10267 Sędzia: Nils Weickert i Srdjan Arsic MVP: Jake Hanes |